# Lonicera hispidula
Lonicera hispidula är en kaprifolväxtart som först beskrevs av John Lindley, och fick sitt nu gällande namn av David Douglas och John Lindley. Lonicera hispidula ingår i släktet tryar, och familjen kaprifolväxter. Utöver nominatformen finns också underarten L. h. vacillans.

## Bildgalleri

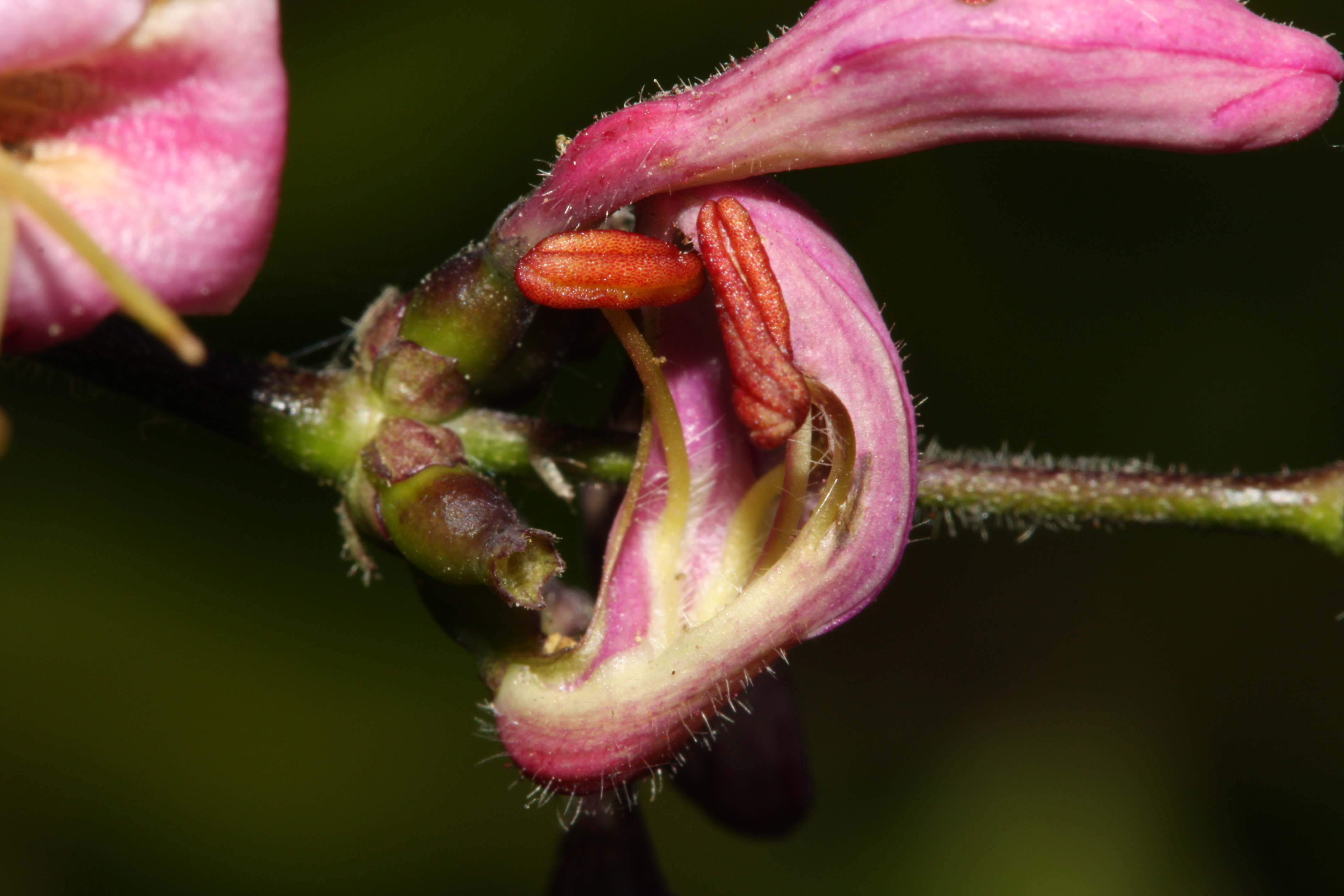
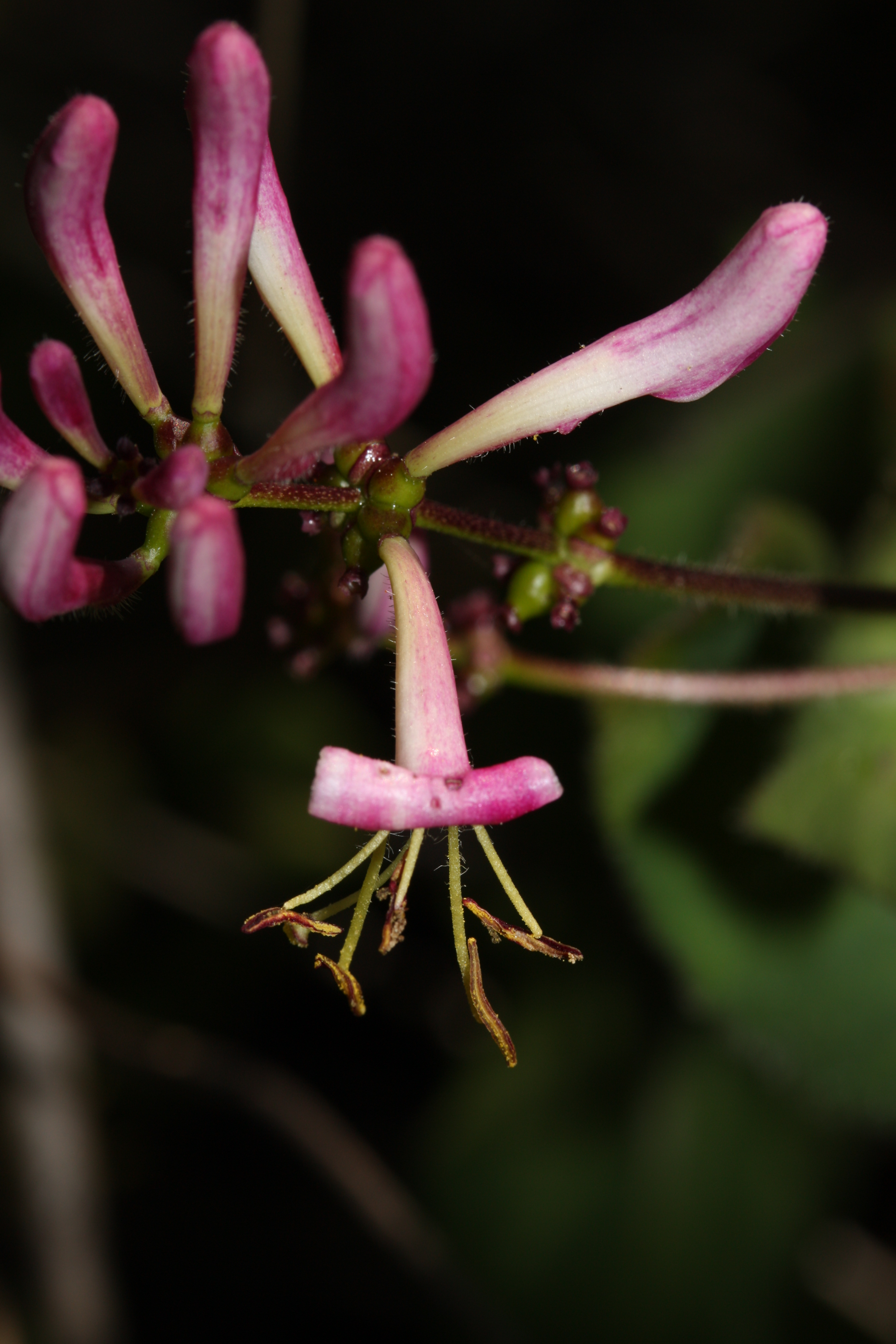
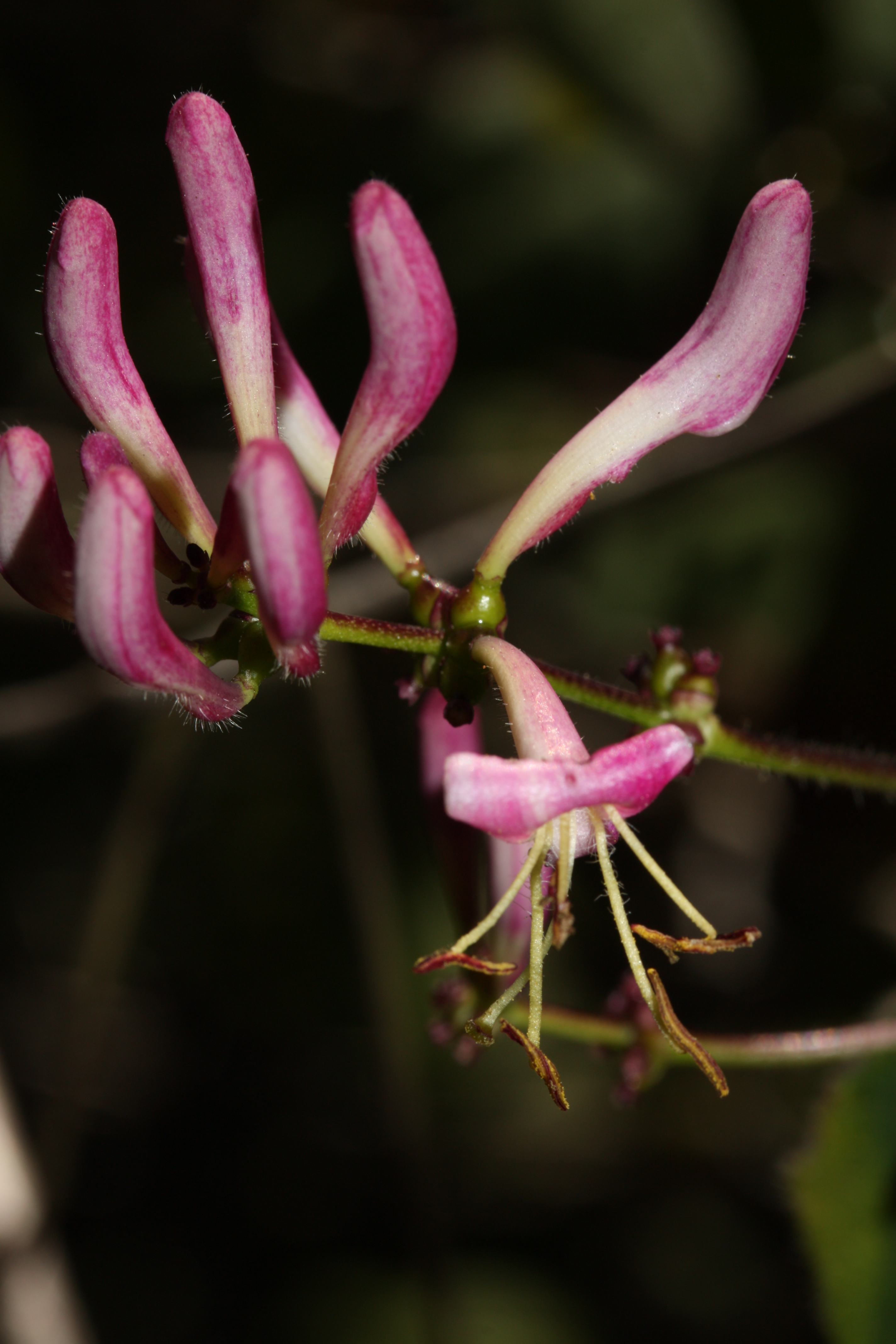
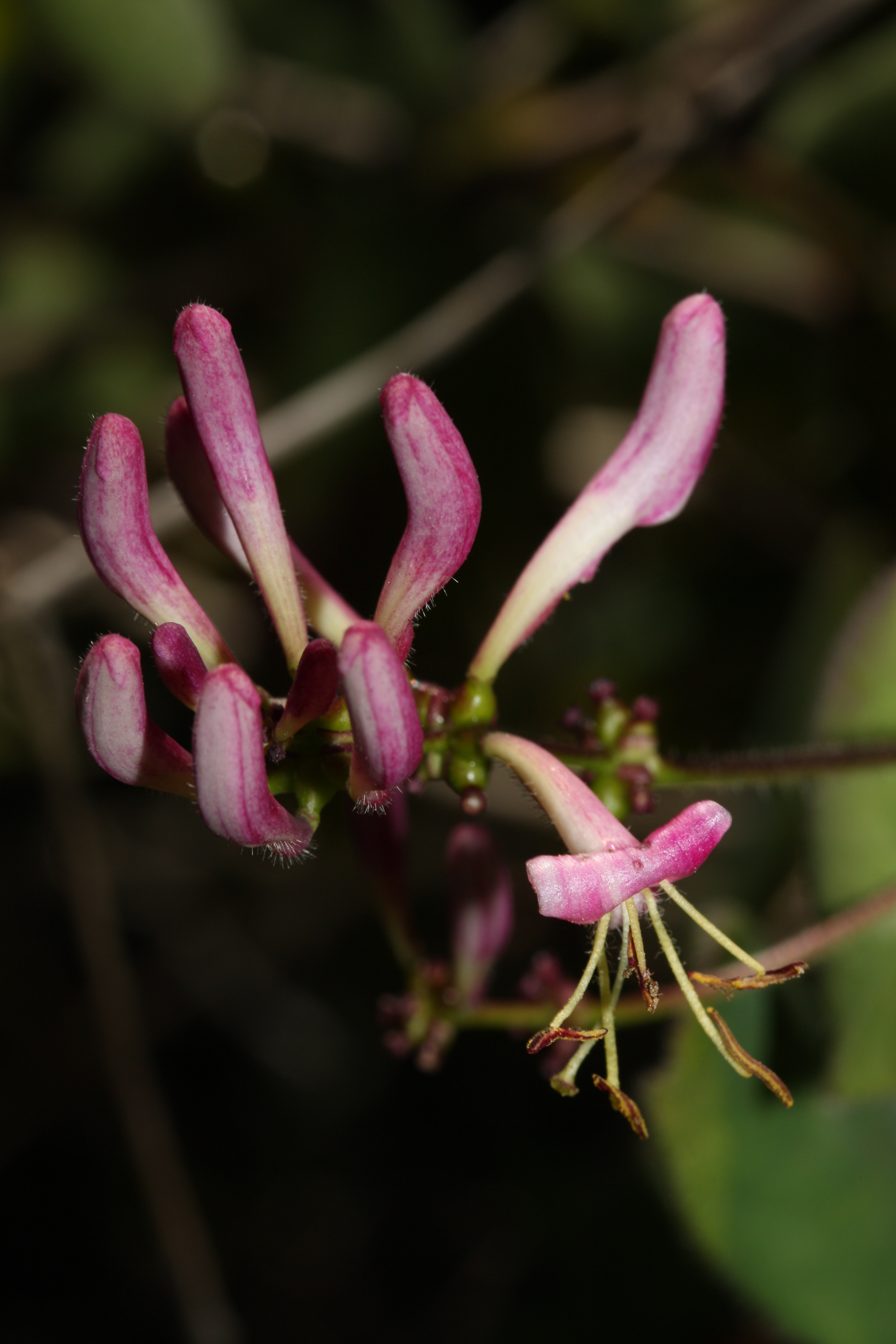
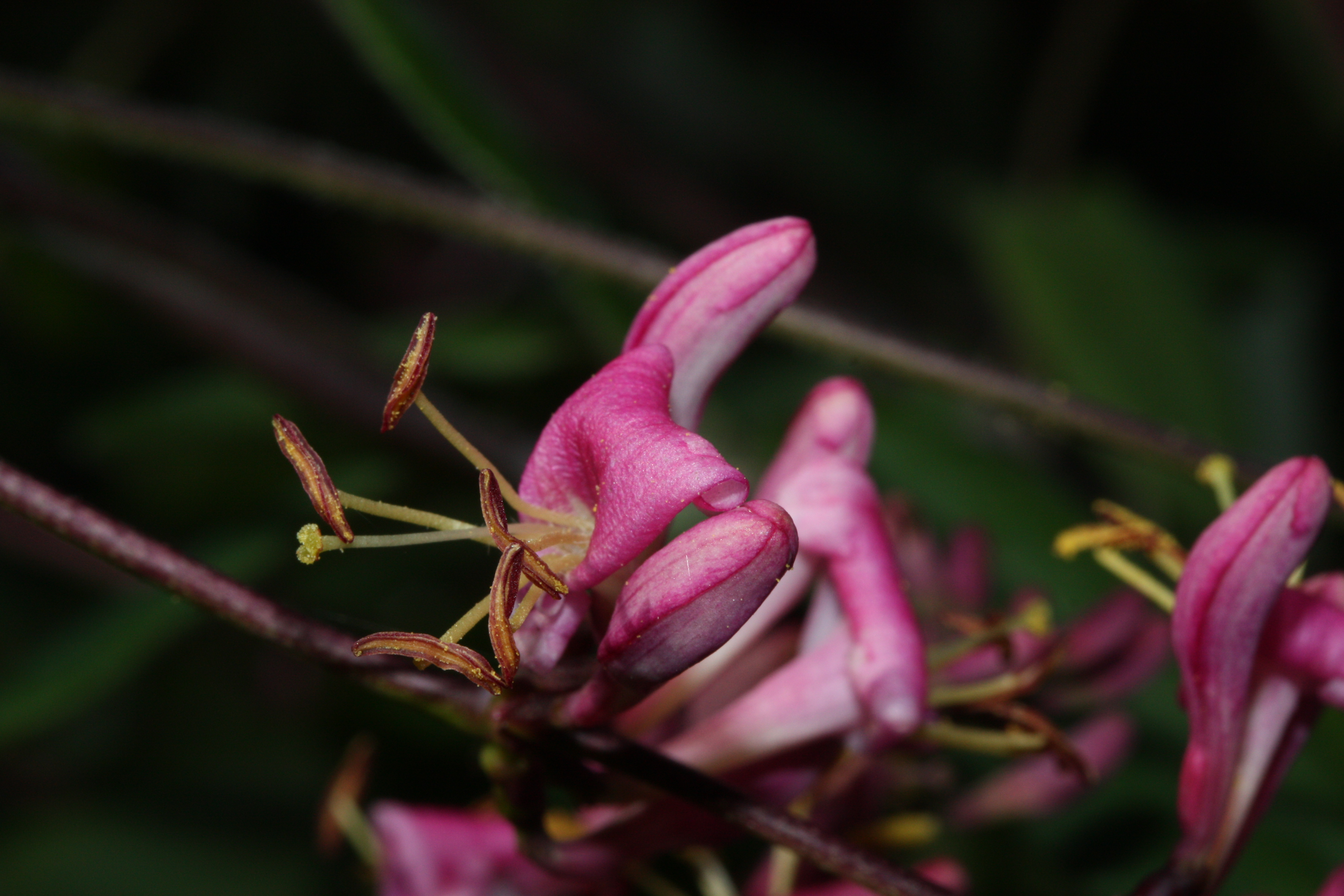
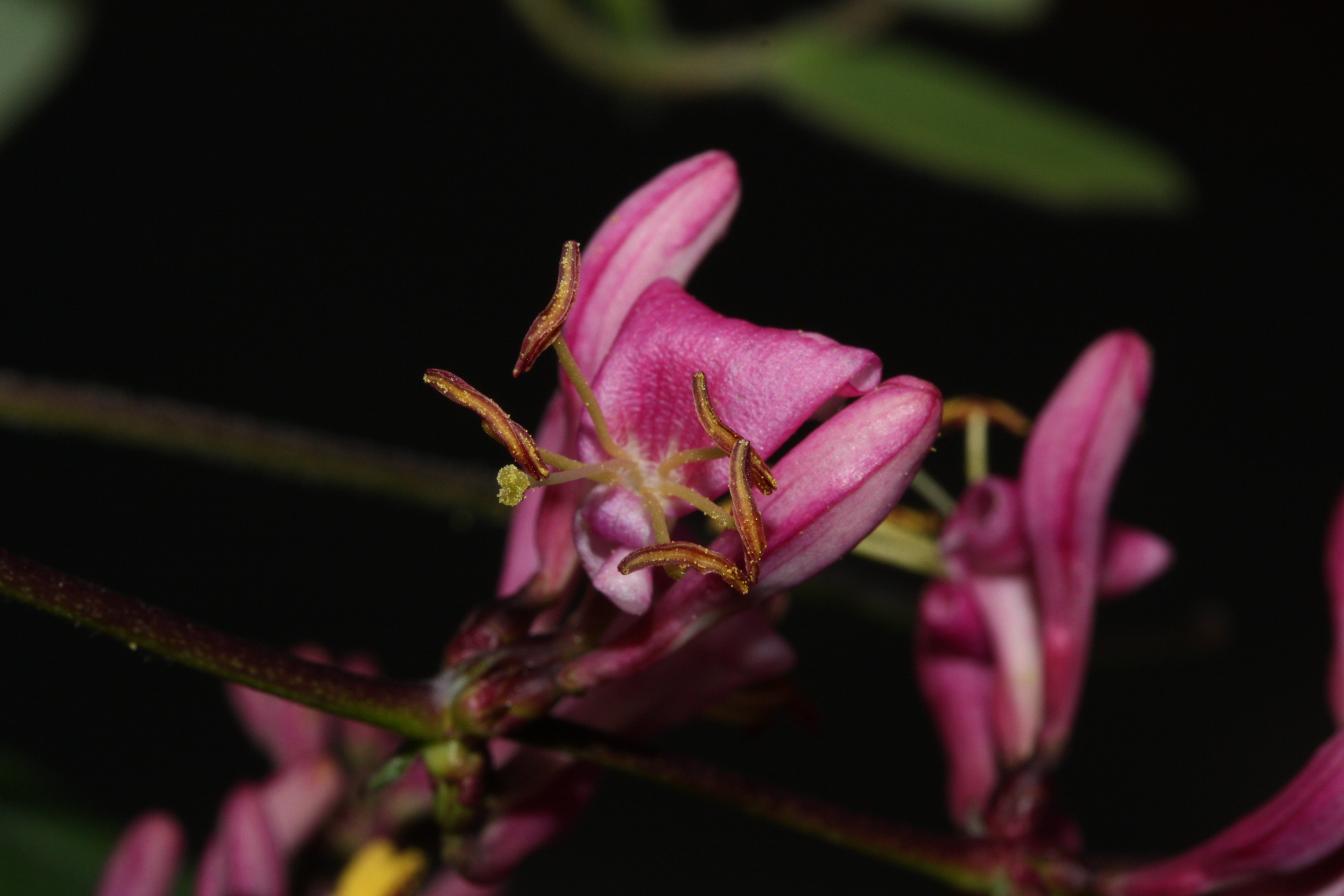